# Eden (Australia)
Eden è una cittadina costiera della cosiddetta Costa di Zaffiro nel Nuovo Galles del Sud in Australia. Situata a 478 kilometri a sud di Sydney, capoluogo dello stato federato, Eden è il centro abitato più a sud dell'intero Nuovo Galles del Sud. La cittadina si affaccia sulla Nullica Bay a sud e sulla Calle Calle Bay a nord, entrambe facenti parte della più ampia Twofold Bay, ed è costruita su un territorio molto scosceso adiacente al terzo più profondo porto naturale dell'emisfero meridionale. Secondo il censimento del 2016 Eden aveva un numero di abitanti pari a 3 151 unità.